# 栗山町民球場
栗山町民球場（くりやまちょうみんきゅうじょう）は、北海道夕張郡栗山町富士に所在する町営野球場で、1998年（平成10年）6月21日に、ふじスポーツ広場横にオープンした。ナイターやプロ野球の公式戦ができる本格的な球場であり、BSO式の電光掲示板や夜間照明灯6基を配備。北海道日本ハムファイターズの練習やプロ野球のイースタン・リーグ公式戦で利用されたことがある。

## 沿革

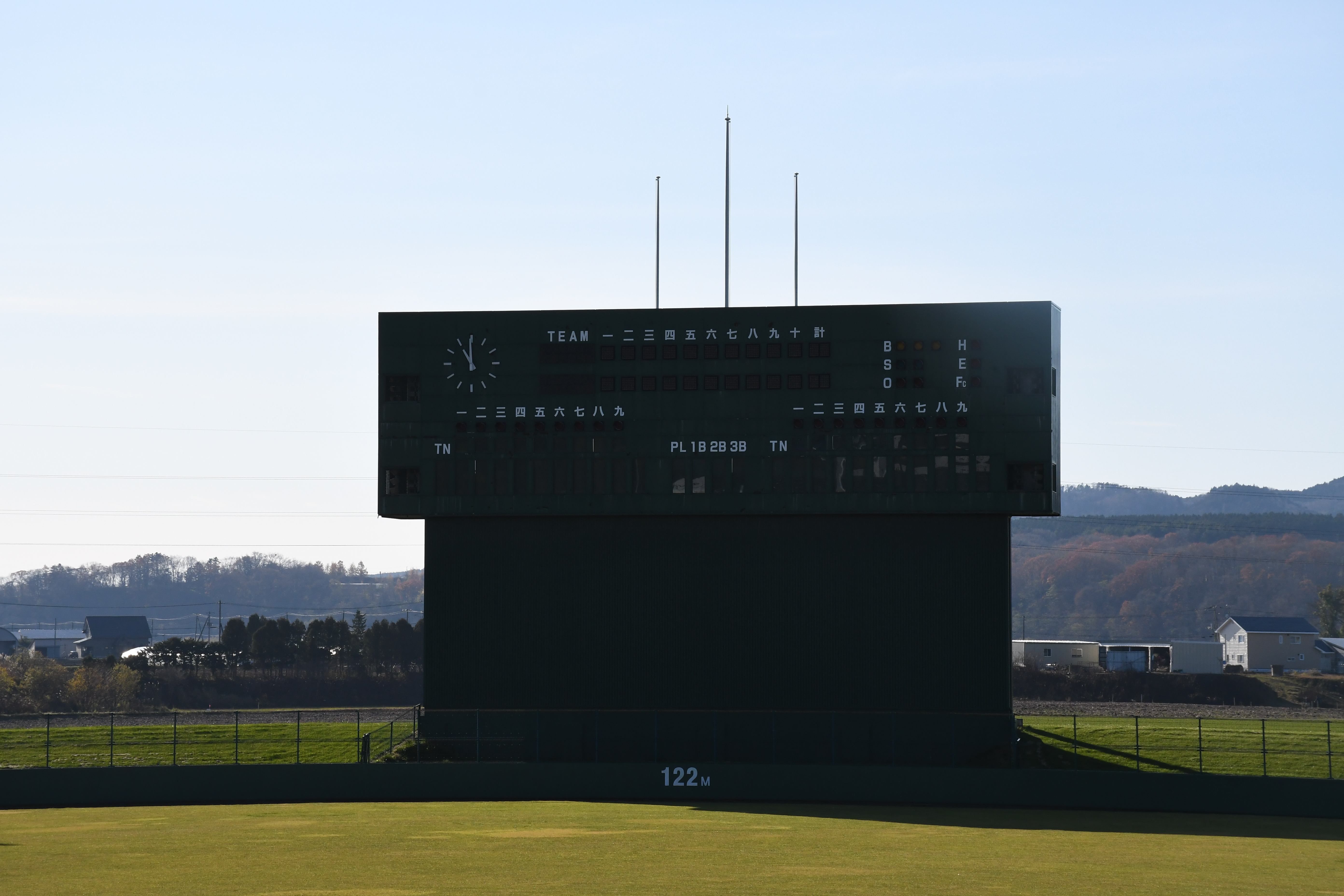
BSO形式の電光掲示板

### 施設の特徴
1998年（平成10年）6月21日に、ふじスポーツ広場横にオープンし、総事業費は12億874万4000円。天然芝の外野であり、センター122ｍ、両翼98ｍの本格的な大きさであり、スコアボードのカウント表示が、従来の「SBO」（ストライク→ボール順）と異なる「BSO」式（ボール→ストライク順）電光掲示板を採用している。ナイター照明、3,300人を収容できる観客席などを備える。
全道・全国規模の大会の開催可能であり、高校野球、大学野球（札幌六大学野球）、社会人野球の都市対抗野球大会予選等の会場として利用されるほか、北海道日本ハムファイターズの練習、プロ野球のイースタン・リーグ公式戦でも利用実績がある。指定管理者は町内企業の株式会社スイテック。

### 栗山町サマーベースボールキャンプ
埼玉県のFMラジオ局「FM NACK5」が、かつて番組パーソナリティを務めていた栗山英樹との縁で、2005年（平成17年）から2024年（令和6年）まで過去7回開催している。プロ野球で選手・コーチ・監督等で活躍した篠塚和典、定岡正二、アレックス・ラミレス、牧田和久、片岡保幸、高橋尚成ら参加し、子どもたちに指導・交流を行っている。

### 主な出来事
- 1998年（平成10年）6月21日、こけら落としとして、駒大岩見沢－北照、北照－栗山の高校野球が行われた[7]。
- 1998年（平成10年）7月30日、落成を記念して日本プロ野球 (NPB) イースタン・リーグ「横浜ベイスターズ対読売ジャイアンツ戦」の公式戦が開催され、約1500人が観戦した[6]。
- 2001年（平成13年）8月21日、ダンス&ボーカルグループ「DA PUMP」の野外ライブコンサートが開かれた[18][19]。
- 2003年（平成15年）8月31日、NPBイースタン・リーグ「西武ライオンズ対読売ジャイアンツ戦」の公式戦が開催され[20]、約2300人が観戦[4]。
- 2006年（平成18年）7月22日、北海道日本ハムファイターズが、当時の本拠地である札幌ドーム以外で初めてとなる公開練習を行った。オールスターゲームと同ドームで行われる「B'z」のコンサートが重なったための代替措置。稲葉篤紀、金村暁、ダルビッシュ有、マイケル中村、フェルナンド・セギノールらが練習に参加した。見学者は約2,000人を記録し、トレイ・ヒルマン監督による即席のサイン会や、握手やサインに応じる選手もいた[4]。
- 2007年（平成19年）7月22日、北海道日本ハムファイターズが、昨年に続き公開練習を実施[21]。見学者は約5000人を記録[1]。
- 2018年（平成30年）8月6日、空知管内の4市町で「サマーベースボールフェスティバル」（主催：北海道日本ハムファイターズ）が開催され、日本ハム二軍と北海道社会人・大学野球選抜チームのプロアマ交流戦を行った[1][22]。
- 2019年（令和元年）8月12日、昨年に続き、同フェスティバル内で北海道日本ハムファイターズ二軍と北海道社会人・大学野球選抜チームのプロアマ交流戦が開催された[1][23]。
- 2021年（令和3年）7月22日、北海道日本ハムファイターズ監督の栗山英樹が、栗山町の中学生ら27人と交流し、ノックを行った。ノッカーは浅間大基が務め、栗山は一塁に入り子どもたちの送球をキャッチした[24]。
- 2023年（令和5年）8月28日、4年ぶりとなる、北海道日本ハムファイターズ二軍と北海道社会人・大学野球選抜チームのプロアマ交流戦が開催。日本ハムとNPO法人北海道野球協議会が主催した[25]。
- 2024年（令和6年）8月9日～17日、第106回全国高等学校野球選手権大会の出場を逃した、全国の高校3年生の球児を対象に「リーガ・サマーキャンプ」（主催一般社団法人ジャパン・ベースボール・イノベーション）が、エスコンフィールドと2会場で初開催された[26][27]。

## 施設概要
- 面積 - 35,760 m2[1]
- 両翼 - 98 m[1]
- 中堅 - 122 m[1]
- 観客席 - 3,300人[8](メインスタンド1,000人、内外野芝生席2,300人[28])
- 設備 - 電光スコアボード、本部席、研修室、メインスタンド、照明6期[1]、内野固定観覧席、夜間照明[8]
- 用途 - 硬式野球、準硬式野球、軟式野球、ソフトボール[1]
- 使用期間 - 4月29日から11月3日まで5:00～19:00[28]

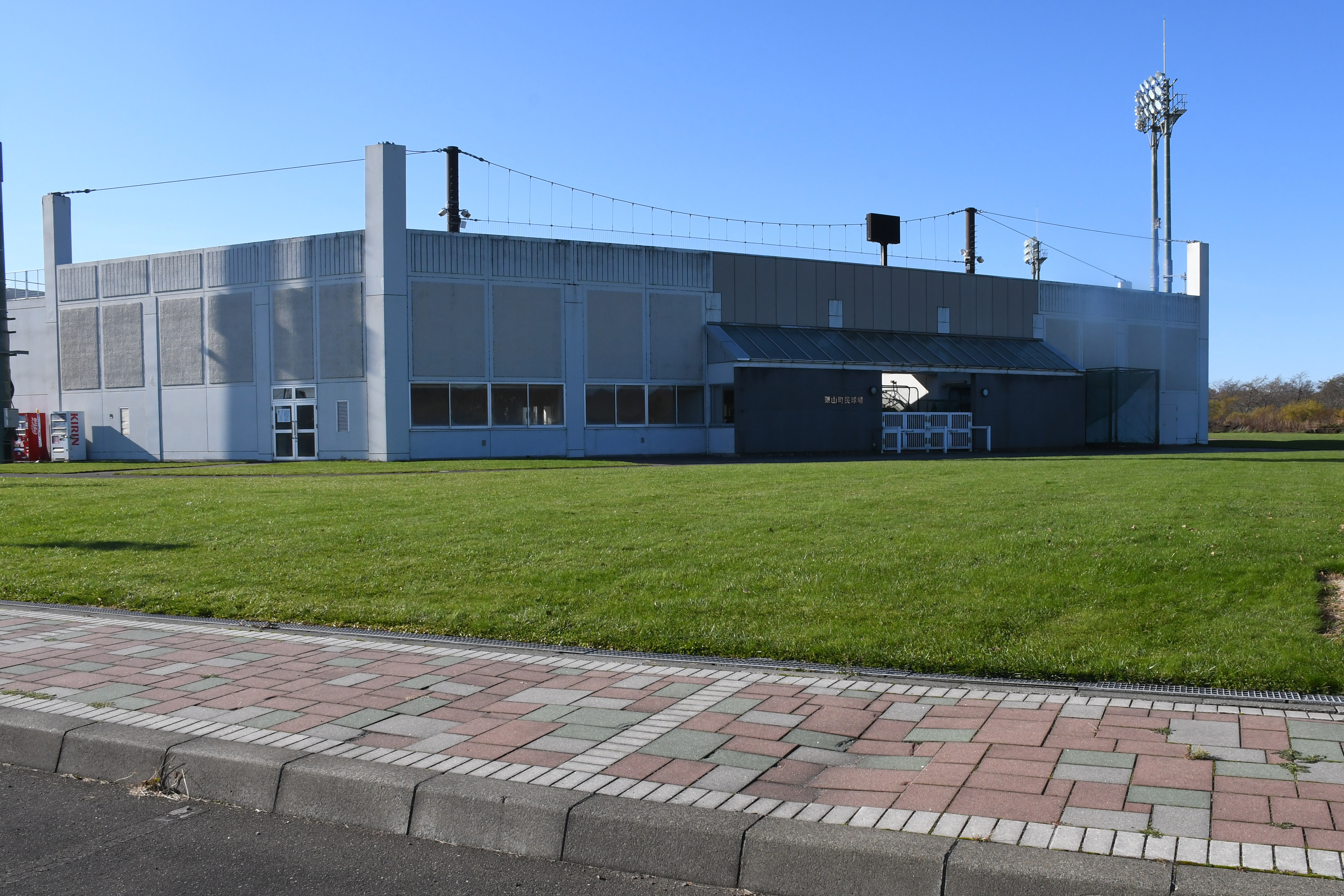
施設外観
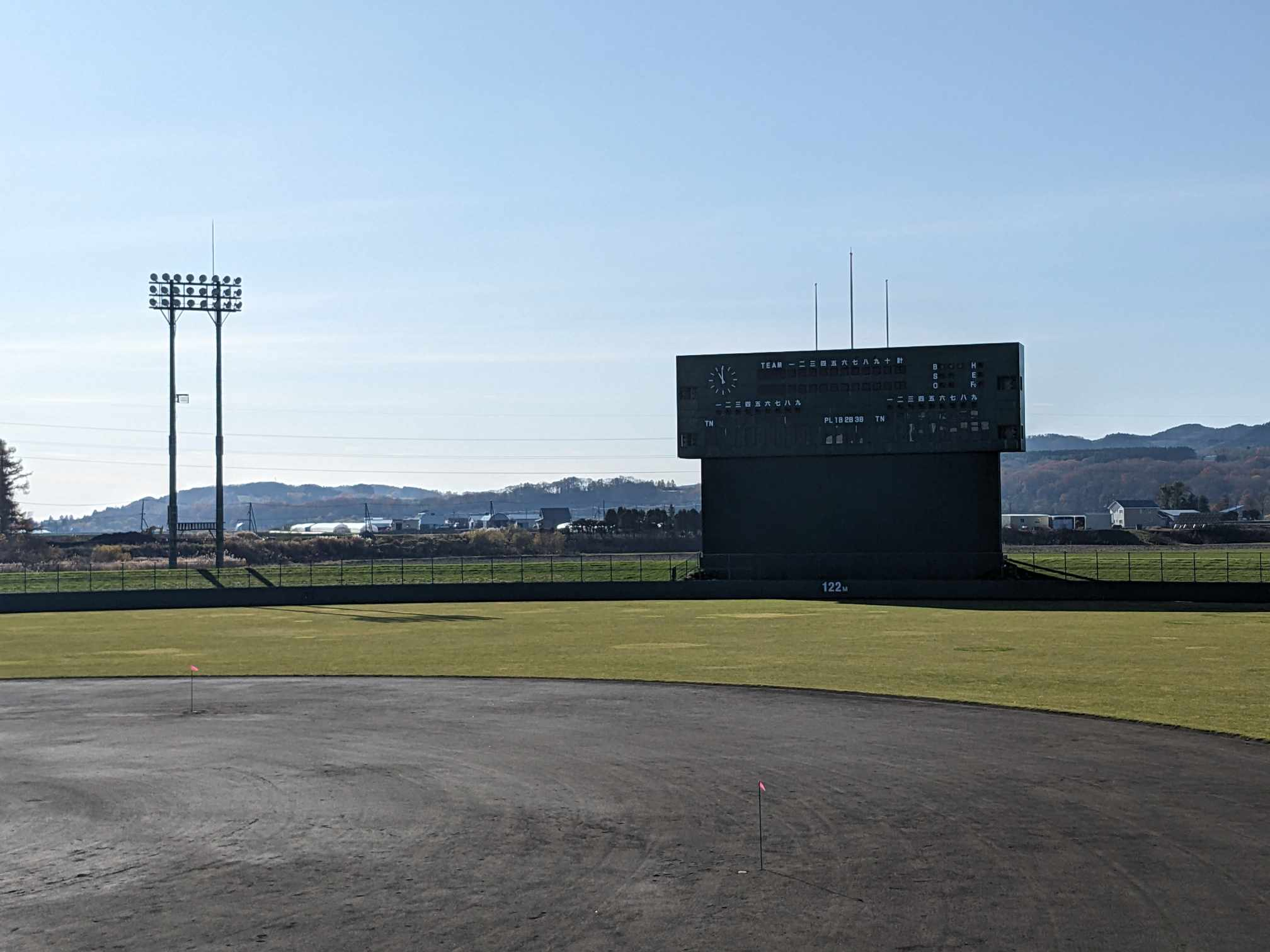
グラウンド（一塁側）
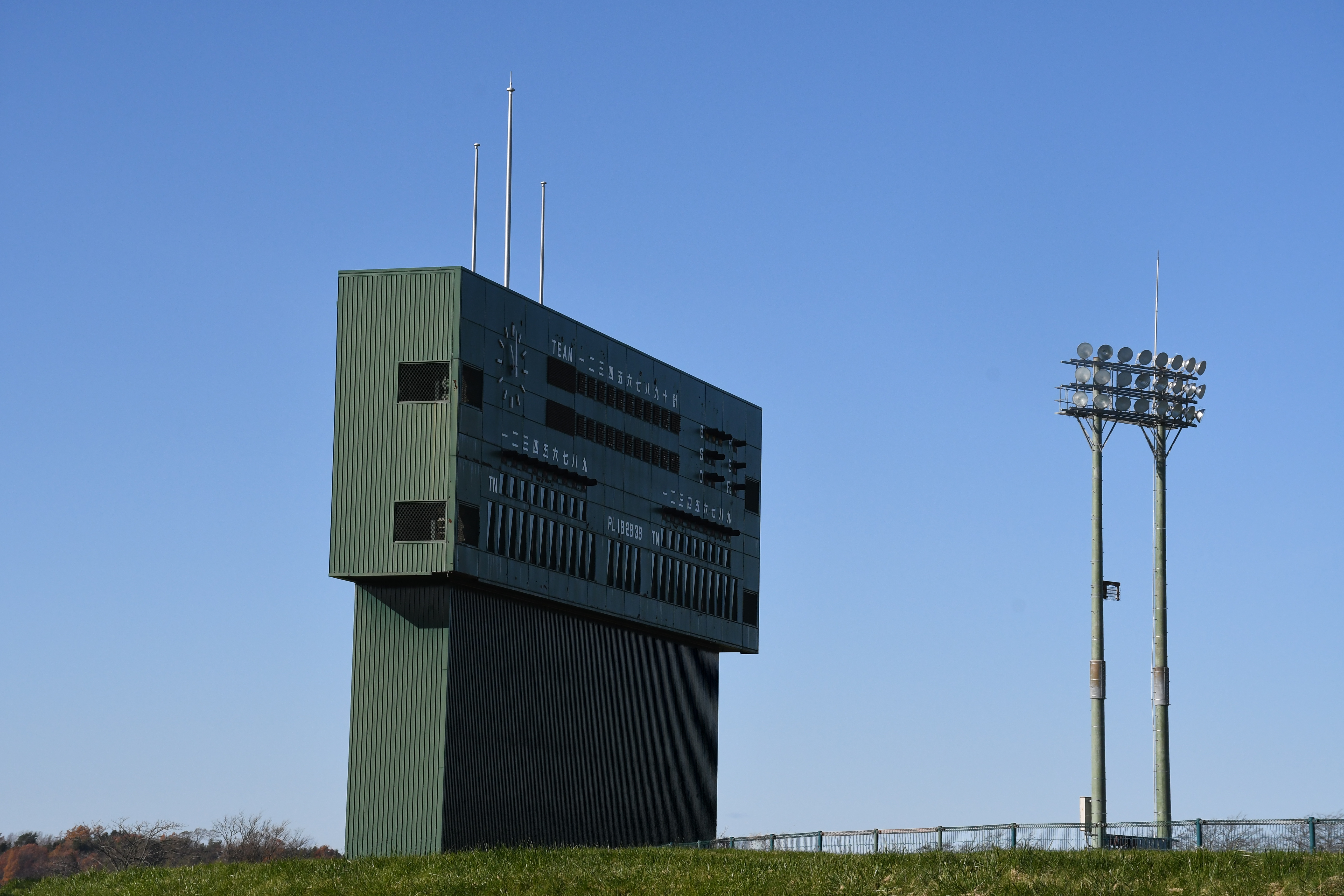
電光掲示板と夜間照明器
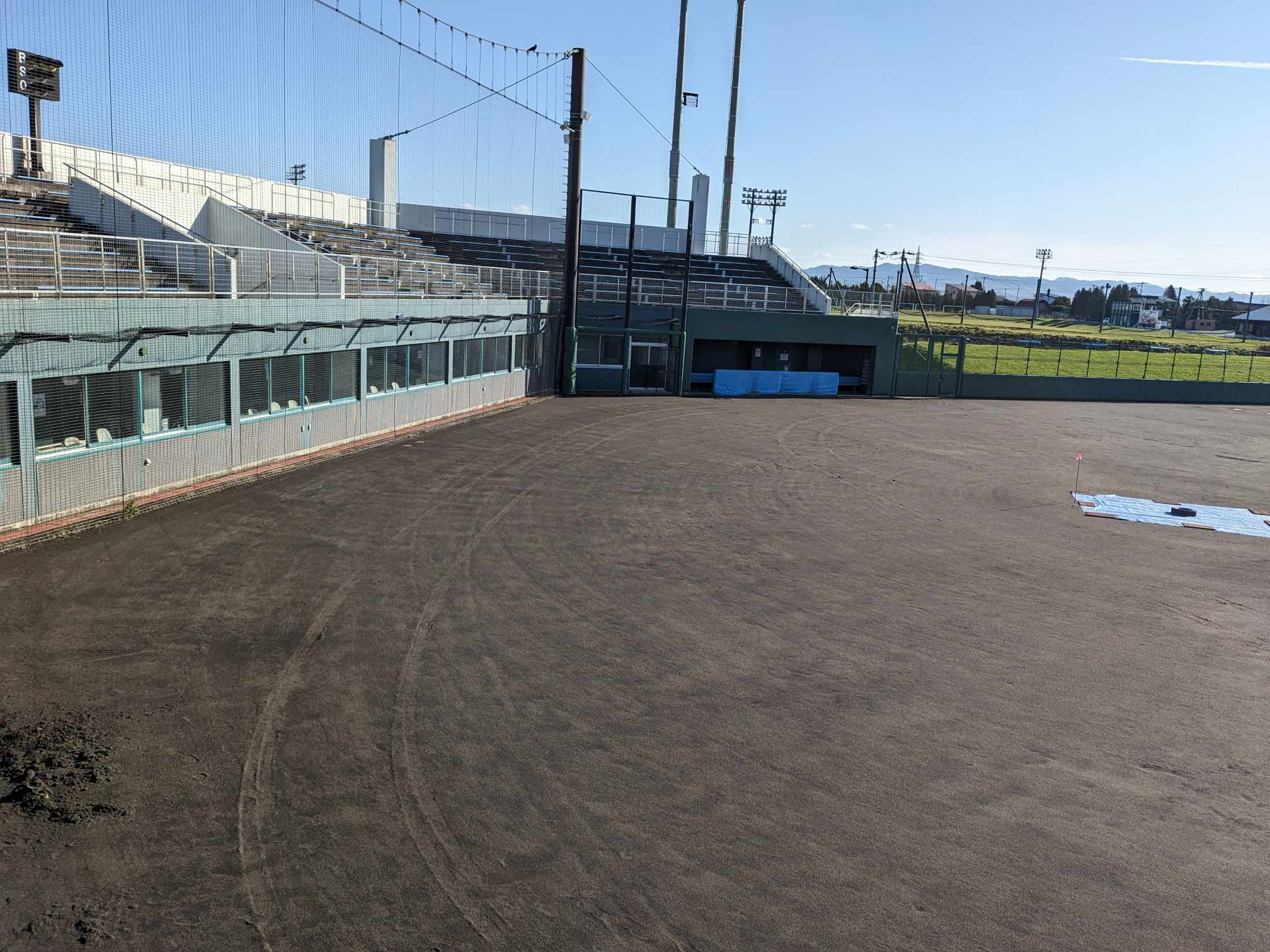
本部と三塁側ダックアウト
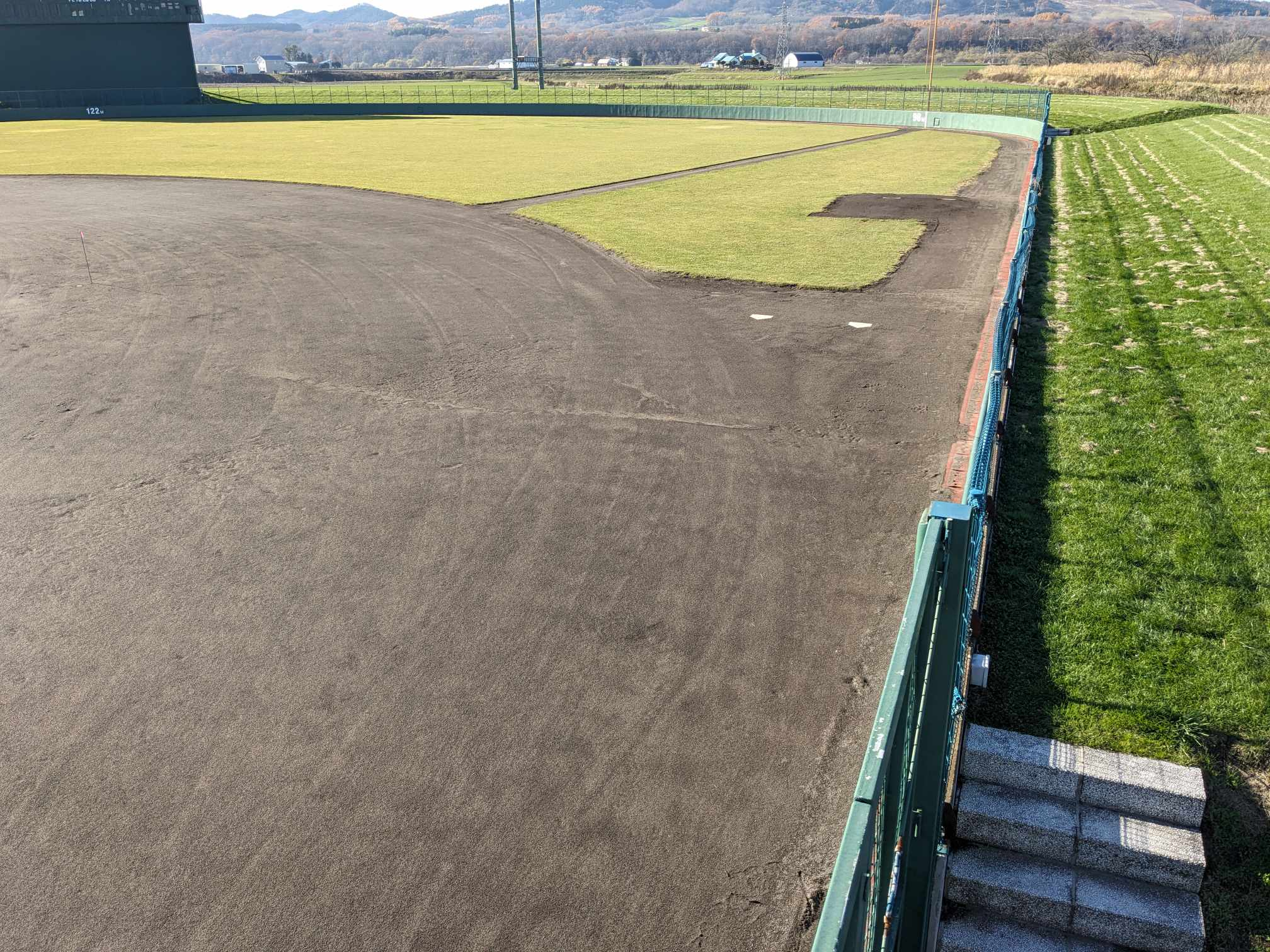
ライト側とブルペン

## 交通
- 住所 - 北海道夕張郡栗山町富士200[1]
- 交通 - JR栗山駅から車で5分、徒歩で20分[1]

## 周辺施設
- ふじスポーツ広場